# Cose da pazzi (film 2005)
Cose da pazzi è un film del 2005 diretto e interpretato da Vincenzo Salemme, ispirato allo spettacolo teatrale Lo strano caso di Felice C. del 1996, diretto dallo stesso Salemme.

## Trama
Giuseppe Cocuzza è un funzionario statale che, tornato dalle ferie, si vede recapitare periodicamente, il 27 di ogni mese, misteriosi pacchetti contenenti 50 000 euro l'uno. La sua coscienza gli consiglia di denunciare l'insolito fatto, ma le esigenze e i familiari lo spingono a tenere i soldi, soprattutto la moglie Francesca, la figlia Giulietta, adolescente inquieta tentata dalle ricchezze dei compagni, e la sorella Livia, sedotta e abbandonata da un trapezista dalle incerte origini spagnole, Fedor, che si rifà vivo non appena saputa la notizia della comparsa delle misteriose somme.
Tutto ciò alimenterà nel solerte e ligio funzionario timori e sospetti che gli renderanno la vita davvero difficile, finché un giorno gli si presenta un uomo che chiarisce la situazione: un certo "Felice C.", un comunista che tredici anni prima aveva fatto domanda di pensione all'impiegato Cocuzza per ottenere una pensione di invalidità "morale" causatagli dalla caduta del comunismo, che lo aveva privato degli ideali politici in cui aveva creduto fino a quel momento. Chiaramente la pensione gli era stata rifiutata. Felice C. nel frattempo ha fatto visita alla famiglia di Cocuzza diverse volte, e con vari travestimenti: come finto ispettore dell'INPS, come postino e come suora, oltre ad averli avvicinati all'ufficio postale come cieco.
L'uomo si presenta quindi a Cocuzza e lo spaventa dicendogli che aveva guadagnato quei soldi, prima, rubando ai barboni e a suo nonno, mandato a morire in un ospizio, quindi spacciando droga. In seguito, Cocuzza scopre che in realtà il nonno di Felice C. è vivo e che quei soldi vengono dalla schedina che Giuseppe aveva dettato al nonno tredici anni prima, e che il nonno aveva giocato tutte le settimane fino all'anno prima, quando aveva vinto 12 miliardi di lire. Nel confronto finale, Felice C. riesce quindi a scardinare le convinzioni morali di Giuseppe, così come era capitato a lui tempo prima.

## Accoglienza

### Incassi
Ha incassato 1 918 099 € in tutto il periodo di programmazione nelle sale italiane.